# Vladimir Obroutchev
Œuvres principales
- La Terre Sannikov

Vladimir Afanassievitch Obroutchev (en russe : Влади́мир Афана́сьевич О́бручев), né le 28 septembre 1863 (10 octobre 1863 dans le calendrier grégorien) à Klepenino, village du Gouvernement de Tver, et mort le 19 juin 1956  à Moscou, est un géologue russe, puis soviétique spécialisé dans l'étude de la Sibérie et de l'Asie centrale. Il a également été l'un des premiers auteurs de science-fiction russe. Son roman d'exploration, La Terre Sannikov (1926), a été porté à l’écran au début des années 1970.

## Biographie
Il naît le 28 septembre 1863 (10 octobre dans le calendrier grégorien) dans la propriété de famille du village de Klepenino. Son père est un colonel à la retraite dont la sœur est la femme de l’académicien Setchenov. Après avoir terminé ses études secondaires en 1881 à Vilnius, il entame ses études supérieures à l’institut des mines de Saint-Pétersbourg qu’il termine en 1886. Il part ensuite en expédition en Asie moyenne.
Il se spécialise dans la géologie de la Sibérie, ainsi que de l’Asie centrale et l’Asie moyenne. Il découvre des sommets inexplorés dans le Nan Shan, dont le mont Daour, et étudie le Bey Shan. En 1892-1894, il participe à la quatrième expédition de Potanine en qualité de géologue. Dans les années 1890, il travaille au projet de construction du Transcaspien et de l'extension du Transsibérien. Il reçoit la médaille Constantin en 1901.
Après la révolution de 1905, Obroutchev s'engage au parti cadet et dirige le comité de Tomsk de ce parti. De 1901 à 1912, il enseigne à l'institut polytechnique de Tomsk et dirige la chaire de géologie. Il est professeur de l’université de Tauride (sous le régime blanc) située à Simféropol en Crimée. De 1921 à 1929, il est professeur à l’Institut minier de Moscou.
C’est à son initiative qu’est fondé en 1930 (sur la base du musée Pierre Ier) l’institut de géologie de l’Académie des sciences. En 1930, Obroutchev est nommé président de la commission d’étude du pergélisol et en 1939, directeur de l’institut de l’étude des sols gelés de l’Académie des sciences. Il est ensuite à l’Académie secrétaire du département de géologie et de géographie de 1942 à 1946. Ensuite, il est président d’honneur de la Société géographique d'URSS.
Vladimir Obroutchev jouissait d’une immense faveur dans l’ancienne URSS, surtout auprès du jeune public. Il correspondait avec de nombreuses société savantes destinées à la jeunesse, même dans les endroits les plus reculés du pays : c’était une sorte de Jules Verne russe.
Il habitait à Moscou dans un appartement du Pont des Forgerons à l’angle de la rue du Pont des Forgerons et de la rue Petrovka (non loin du Bolchoï) dans le fameux immeuble Art nouveau Khomiakov.
Il est enterré au cimetière de Novodievitchi.

### Famille
- Il épouse en premières noces en 1887 Elisaveta Lourié[3] (morte le 30 janvier 1933), dont il a :
  - Vladimir, 1888—1966[4]
  - Sergueï, 1891—1965
  - Dimitri, 1900—1970
- Il épouse en secondes noces en 1935 Eva Bobrovskaïa (morte en 1956).